# Суперкубок Англії з футболу
Суперкубок Англії з футболу (англ. The Football Association Community Shield, раніше — англ. Charity Shield) — англійський футбольний трофей, що розігрується в щорічному матчі між чемпіоном Прем'єр-ліги і володарем кубка Англії (у разі виграшу одним клубом «дубля» — і чемпіонату, і кубка — в Суперкубку грає володар «дубля» і команда, що посіла в чемпіонаті друге місце). Перший розіграш Суперкубка Англії відбувся в сезоні 1908/09, коли цей приз замінив Суперкубок шерифа Лондона (Sheriff of London Charity Shield), що розігрувався з сезону 1898/99.
Матч на Суперкубок проводиться перед початком кожного сезону, з 1974 року — на стадіоні «Вемблі», хоча з 2001 до 2006 року матчі проводилися на стадіоні «Мілленіум» у Кардіффі, оскільки «Вемблі» був закритий на реконструкцію. Перший матч на Суперкубок Англії після реконструкції «Вемблі» пройшов в 2007 році.
Основною метою розіграшу Суперкубку є збір коштів Футбольною Асоціацією на різні благодійні цілі в Англії. Джерелом доходів є чистий прибуток від продажу квитків і програмок на матч. Частина зібраних коштів перераховується клубам, які беруть участь в першому раунді Кубка Англії, які, в свою чергу, перераховують частину грошей на благодійні цілі. Залишок коштів перераховується благодійним організаціям, які є партнерами Футбольної Асоціації.

## Історія
Попередником Суперкубка Англії був Суперкубок шерифа Лондона (Sheriff of London Charity Shield), що розігрувався починаючи з сезону 1898/99 в матчі між професійними футболістами і любителями. Йому на заміну був створений Благодійний кубок Футбольної Асоціації (The Football Association Charity Shield). У Суперкубку нового формату зустрічалися чемпіон Першого дивізіону Футбольної ліги і чемпіон Південної ліги. Перший матч Суперкубка Англії відбувся в 1908 році: у ньому зустрілися «Манчестер Юнайтед» (чемпіони Першого дивізіону) і Квінз Парк Рейнджерс (чемпіони Південної ліги). Матч завершився внічию з рахунком 1:1, а в переграванні переміг «Манчестер Юнайтед» з рахунком 4:0. Це був єдиний раз, коли сталося перегравання Суперкубка Англії. Обидві гри пройшли на стадіоні «Стемфорд Брідж».
Формат турніру періодично змінювався: у 1913 році в Суперкубку грали любителі проти професійних футболістів, а в 1921 році вперше в матчі зіграли переможці Футбольної ліги проти переможців Кубка Англії. У 1920-ті роки формат Суперкубка продовжував варіюватися, найчастіше включаючи поєдинок між любителями і професіоналами. У 1927 році «професіонали» були представлені володарями Кубка Англії, клубом «Кардіфф Сіті», а «аматори» клубом «Корінтіан».
З 1930 року в Суперкубку знову стали грати чемпіони Футбольної ліги проти володарів Кубка Англії (з деякими винятками) — цей формат зберігся й донині. Найвідомішими винятками з цього формату є Суперкубки 1950 року, в якому Збірна Англії зразка Чемпіонату світу зіграла проти збірної Футбольної Асоціації, яка провела турне по Канаді того ж літа, і Суперкубок 1961 року, в якому «Тоттенхем», що виграв «дубль» (чемпіонат і Кубок Англії), зіграв зі збірною Футбольної Асоціації.
Починаючи з 1959 року і по теперішній час матч на Суперкубок проводиться перед початком сезону. Тим не менше, питання про те, які команди повинні грати в Суперкубку в разі виграшу одним клубом «дубля», продовжувало залишатися невирішеним. У 1971 році «Арсенал» виграв «дубль», але через вже призначені передсезонні матчі не зміг взяти участі в Суперкубку. У Суперкубку цього року зіграв чемпіон Другого дивізіону, «Лестер Сіті», і фіналіст Кубка Англії, «Ліверпуль». «Лестер Сіті» виграв Суперкубок Англії, хоча ніколи не вигравав ні чемпіонат Англії, ні Кубок Англії.
У 1974 році секретар Футбольної Асоціації Тед Крокер затвердив формат Суперкубка, коли матч проводиться на стадіоні «Вемблі», а гроші, отримані від його проведення, йдуть на благодійні цілі. Перший Суперкубок Англії на «Вемблі» запам'ятався видаленням Кевіна Кігалі і Білла Бремнера за епізод бійки між ними, який ввечері показав телеканал Бі-Бі-Сі. Обидва футболіста були оштрафовані на £ 500, а також дискваліфіковані від футболу на 11 матчів кожен. Крокер також постановив, що у випадку виграшу командою «дубля» вона має грати в Суперкубку з командою, що зайняла в чемпіонаті друге місце. Це правило діє і до цього часу.
У разі нічиєї призначаються післяматчеві пенальті (у 1949–1993 роках у такому разі володарем Суперкубка вважалися обидві команди).
Після формування Прем'єр-ліги Суперкубок розігрується між чемпіонами Прем'єр-ліги і переможцями Кубка Англії.
У зв'язку з реконструкцією стадіону «Вемблі» з 2001 по 2006 роки матчі Суперкубка Англії проводилися на стадіоні «Мілленіум» у Кардіффі. Суперкубок 2001 року між «Ліверпулем» та «Манчестер Юнайтед» став першим матчем в історії турніру, що пройшли на критому стадіоні.
У 2002 році турнір змінив назву з «Благодійного кубку» (Charity Shield) на «Кубок громади» (Community Shield). Цьому передував невеликий скандал навколо неоднозначного розподілу грошей на благодійні цілі. У зв'язку з цим було вирішено змінити назву матчу. Першим переможцем «Кубка громади» став «Арсенал», що переміг «Ліверпуль» з рахунком 1:0.

## Статус
Суперкубок Англії вважається футбольним трофеєм, але поступається за значимістю Прем'єр-лізі, Кубку Англії та Кубку Футбольної ліги. Він вважається «малим титулом» і тому матчі Суперкубка рідко проходять у запеклих протистояннях, характерних для фінальних матчів «великих турнірів». Жодна з команд, які виграли Суперкубок, не проводить з цього приводу святковий парад по закінченні сезону, хоча паради у випадку виграшу трофею є традиційними для Англії. Напередодні матчу на Суперкубок 2008 року тренер «Манчестер Юнайтед» сер Алекс Фергюсон заявив: «Це матч, в якому ми не ніколи не намагаємося перемогти або вмерти, ми використовуємо цю гру як барометр для визначення рівня фізичної готовності команди».

## Переможці
| Команда                  | Перемоги | Роки |
| ------------------------ | -------- | --- |
| Манчестер Юнайтед        | 21       | 1908, 1911, 1952, 1956, 1957, 1965, 1967, 1977, 1983, 1990, 1993, 1994, 1996, 1997, 2003, 2007, 2008, 2010, 2011, 2013, 2016 |
| Арсенал                  | 17       | 1930, 1931, 1933, 1934, 1938, 1948, 1953, 1991, 1998, 1999, 2002, 2004, 2014, 2015, 2017, 2020, 2023                         |
| Ліверпуль                | 16       | 1964, 1965, 1966, 1974, 1976, 1977, 1979, 1980, 1982, 1986, 1988, 1989, 1990, 2001, 2006, 2022                               |
| Евертон                  | 9        | 1928, 1932, 1963, 1970, 1984, 1985, 1986, 1987, 1995                                                                         |
| Тоттенхем Готспур        | 7        | 1921, 1951, 1961, 1962, 1967, 1981, 1991                                                                                     |
| Манчестер Сіті           | 7        | 1937, 1968, 1972, 2012, 2018, 2019, 2024                                                                                     |
| Челсі                    | 4        | 1955, 2000, 2005, 2009 |
| Вулвергемптон Вондерерз  | 4        | 1949, 1954, 1959, 1960 |
| Лідс Юнайтед             | 2        | 1969, 1992 |
| Бернлі                   | 2        | 1960, 1973 |
| Вест-Бромвіч Альбіон     | 2        | 1920, 1954 |
| Лестер Сіті              | 2        | 1971, 2021 |
| Блекберн Роверз          | 1        | 1912 |
| Болтон Вондерерз         | 1        | 1958 |
| Брайтон енд Гоув Альбіон | 1        | 1910 |
| Кардіфф Сіті             | 1        | 1927 |
| Дербі Каунті             | 1        | 1975 |
| Гаддерсфілд Таун         | 1        | 1922 |
| Ньюкасл Юнайтед          | 1        | 1909 |
| Ноттінгем Форест         | 1        | 1978 |
| Шеффілд Венсдей          | 1        | 1935 |
| Сандерленд               | 1        | 1936 |
| Астон Вілла              | 1        | 1981 |
| Портсмут                 | 1        | 1949 |
| Вест Гем Юнайтед         | 1        | 1964 |
| Крістал Пелес            | 1        | 2025 |

## Рекорди
- Найбільша кількість перемог у Суперкубку: «Манчестер Юнайтед» (16 одноосібних перемог, 4 розділених).
- Найбільшу кількість м'ячів у Суперкубку було забито в матчі між «Манчестер Юнайтед» і «Свіндон Таун» в 1911 році («Манчестер Юнайтед» переміг з рахунком 8:4).
- Найбільшу кількість перемог у Суперкубку має Раян Гіггз: 7 (1993, 1994, 1996, 1997, 2003, 2007, 2008 роки, все з «Манчестер Юнайтед»).
- Раян Гіггз також є рекордсменом за кількістю матчів, зіграних у Суперкубку Англії, провівши 12 матчів.
- «Евертону» належить рекорд найдовшої серії перемог у Суперкубку Англії: 4 матчі з 1984 по 1987 роки (однак перемога Суперкубку 1986 року була розділена з «Ліверпулем»). «Манчестер Юнайтед» є власником рекорду за найдовші серії поразок у Суперкубку Англії: 4 матчі з 1998 по 2001 роки. В цей період «Манчестер Юнайтед» також встановив рекорд найдовшої серії безперервної участі в Суперкубку Англії, зігравши 6 матчів з 1996 по 2001 роки, і вигравши два з них.
- Воротар «Тоттенхем Готспур» Пате Дженнінгс забив гол у ворота «Манчестер Юнайтед» у Суперкубку 1967 року.
- «Лестер Сіті» та «Брайтон енд Гоув Альбіон» — єдині клуби, які виграли Суперкубок Англії, ніколи не перемагаючи в Кубку Англії або вищому дивізіоні чемпіонату Англії: «Лестер» виграв Суперкубок як чемпіон Другого дивізіону, а «Брайтон» — як чемпіон Південної ліги.